# Sus philippensis
El jabalí filipino o baboy damo (en filipino) (Sus philippensis) es una especie de mamífero artiodáctilo de la familia Suidae endémica de Filipinas en peligro de extinción. Habita en las islas de Luzón, Mindanao, Biliran y Polillo; se extinguió en la isla de Marinduque.

## Subespecies[1]
- S. p. philippensis de Luzón e islas adyacentes;
- S. p. mindanensis de Mindanao e islas adyacentes.

Podrían ser dos especies diferentes.